# Represiunea (Star Trek: Voyager)
„Represiunea” (titlu original: „Repression”) este al 4-lea episod din al șaptelea sezon (și ultimul) al serialului TV american științifico-fantastic Star Trek: Voyager și al 150-lea episod în total. A avut premiera la 25 octombrie 2000 pe canalul UPN.

## Prezentare
Foști membri Maquis sunt atacați după ce numeroase date sosesc de la Flota Stelară.

## Actori ocazionali
- Derek McGrath – Chell
- Keith Szarabajka – Teero
- Jad Mager – Ensign Tabor
- Ronald Robinson – Sek
- Carol Krnic – Jor
- Scott Alan Smith – Doyle
- Mark Rafael Truitt – Yosa